# De skygger vi arver
De skygger vi arver er en dansk dokumentarfilm fra 2019 instrueret af Susanne Kovács.

## Handling
Filmen er et familiedrama om hemmeligheder og fortielser. Instruktør Susanne Kovacs er barnebarn af jødiske holocaust-overlevere og datter af en tysk mor og en dansk jødisk far. Da Susanne bliver født, er hun i bedsteforældrenes øjne et barn af fjenden. Hendes tilstedeværelse er en konstant påmindelse om bedsteforældrenes tragiske fortid. Mange år senere stiller hun en række spørgsmål om sin egen opvækst og opdager, at krigen aldrig er afsluttet for den plagede familie, hvor fortidens rædsler altid har været tilstede som et altoverdøvende, men uudtalt psykisk traume. Filmen er en historie om at bevæge sig ind i fortidens skygger – men også en nutidig fortælling om fortrængning, skyld og tilgivelse.